# ابراهیم ناعم
ابراهیم ناعم (زاده ۱ مهر ۱۳۰۰ رشت -درگذشت ۱۵ فروردین ۱۳۹۶ تهران) شاعر قصیده‌سرای معاصر ادبیات فارسی بود. او مدیر انجمن ادبی حکیم ناصرخسرو بود و در کرج زندگی می‌کرد.

وی در ۱۵ فروردین ۱۳۹۶ در بیمارستان مهر تهران به دلیل عارضه قلبی درگذشت.

## زندگی

### تولد، کودکی و نوجوانی
ناعم در ۱ مهر ۱۳۰۰ در رشت زاده شد. او تحصیلات ابتدایی و متوسطه را در رشت و تهران به پایان رسانید و سپس در آموزشگاه تخصصی قضایی دانش‌آموخته شد. او بعداً کارمند اداره کل ثبت اسناد شد. او سال‌ها بعد از این سازمان بازنشسته گردید.

## شعر

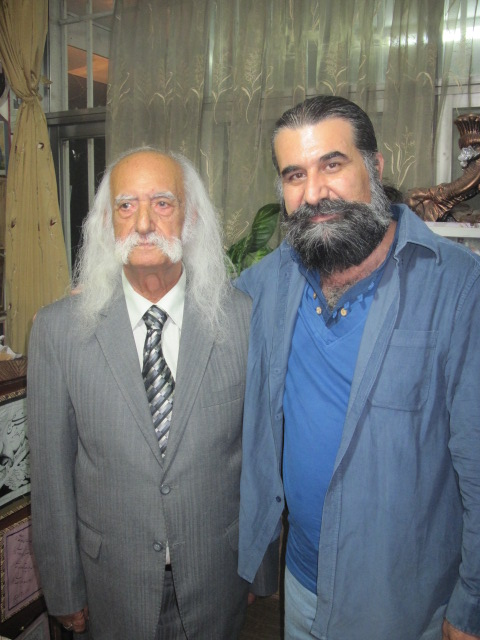
در کنار حسین پرنیا

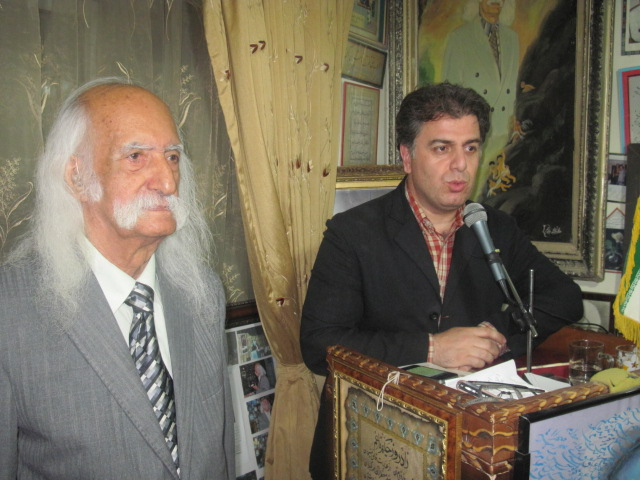
در کنار سید عباس سجادی

از آن‌جا که پدر وی معروف به مرشد احمد گیلانی صوفی صافی بود و صافی تخلص می‌کرد، به او ابراهیم صافی نیز گفته‌اند. ناعم شاعری عارف پیشه و خلوت‌گزین بود و سعی می‌کرد از هیاهوهای سیاسی و اجتماعی دوری گزیند.
ناعم در جوانی در منطقهٔ شمیران تهران زندگی می‌کرد و از نزدیکان نیما یوشیج بود. یوشیج در خاطرات خود از وی به این شکل یاد کرده‌است: «ناعم اشعار وصف الحالی را بسیار پرمغز و با حرارت می‌سراید و اشعار او آینهٔ زمان هستند.» در جای دیگری می‌نویسد: «دیشب منزل ناعم بودم. از روی عکس‌های دیوار که گورکی و علی و اشخاص مختلف را به دیوارها چسبانیده بود، فهمیدم که حواس جمع ندارد و در این دنیا سرگردان است».
به نوشته شاپور جورکش در کارنامه، نیما یوشیج با او «نزدیکی روحی» داشت و به نوشته پوریا سوری در فرهیختگان به وی «تا پایان عمر خود اطمینان داشت». یوشیج در در دورانی که به دلیل سرودن شعر نو مورد هجمه شاعران سنتی قرار گرفته‌بود، گفته‌بود «اگر بدانم این جوانمرد گیلانی ساده و بدون تشریفات (ابراهیم ناعم) با من است به این اندازه سرگردان نیستم». ناعم در خصوص شعر نوی نیما گفته‌بود: «او [نیما] این‌طور از خود دفاع می‌کرد که غرض از شعر نو اصلاً کوتاه و بلند کردن مصراع نیست… اعتقاد اساسی من به شعر پدیدآوردن آن دید تازه‌ای در ادبیات است که بایستی قبل از ایجاد آثار شعری رعایت شود و هر کس این هدف را به هر شکل وجهه خود سازد، شعر نو به وجود آورده‌است ولو این که شعر خود را در بحور و اوزان عروضی سروده باشد و در غیر این صورت کاری عبث انجام داده‌است». پس از درگذشت یوشیج، ناعم در سوگ او شعر سرود.
وی در دهه ۱۳۴۰ و ۱۳۵۰ مقاله‌هایی در نشریات ادبی منتشر کرد.
ناعم بین سال‌های ۱۳۵۷–۱۳۲۰ صاحب امتیاز نشریه فردای ما بود.
ناعم در میان شاعران قدیمی به ناصرخسرو و سبک وی علاقه‌مند بوده و بیشتر قصیده سروده‌است. او اشعاری در قالب رباعی نیز دارد.
نمونه‌هایی از رباعیات وی به شرح ذیل است:
خواهم که همیشه پا به پایت باشم
یک عمر چراغ رهنمایت باشم
مپسند که چون بنده اسیرت گردم
بگذار که در عشق خدایت باشم.
نمونه‌ای دیگر: 
بگذار بگویم آنچه در سینه مراست
در سینه‌ی صاف و پاک و بی کینه مراست
من شنبه‌ی کاری‌ام که از خستگی‌ام
هر دم هوس وصال آدینه مراست.
در مهر ۱۳۹۰ مجموعه شعری به نام «اهورانامه: سروده‌های توحیدی» از وی به چاپ رسید.
وی سروده‌هایی در مورد خواب‌هایش دارد و منظومهٔ «الا ای خواب‌ها» با بیش از ۱۱۵ بیت یکی از آن‌هاست.
ناعم یکی از کسانی است که سازمان اسناد و کتابخانه ملی ایران در پروژه «مجموعه مصاحبه با ادیبان، شاعران و داستان‌سرایان» با او مصاحبه کرده‌است.